# Cold Front
Cold Front is de tiende aflevering van de serie Star Trek: Enterprise van 97 in totaal.

## Verloop van de aflevering in hoofdlijnen
De USS Enterprise NX-01 ontmoet bij een moleculaire wolk een buitenaards vervoersschip met pelgrims aan boord. Zij kwamen om de Great Plume of Agasoria ("Grote pluim van Agasoria") te zien. Dat is een fenomeen dat de pelgrims associëren met het begin van het universum. Kapitein Jonathan Archer nodigt de pelgrims aan boord van de Enterprise uit.
Er doen zich geen problemen met de gasten voor. Echter komt de Enterprise tijdens een tour van het schip in een plasmastorm terecht, waarna zich een antimateriecascade voordoet. Er blijkt een "anti-saboteur" aan boord te zijn, die een antimaterieleiding had uitgeschakeld, waardoor de Enterprise niet werd vernietigd.
Dan komt een van de bemanningsleden, Daniels, naar Archer toe en zegt dat hij een tijdagent is in een Temporale Koude Oorlog. Eerst is Archer sceptisch, maar nadat hij de technologie van het bemanningslid ziet gelooft hij hem meteen. Hij vertelt ook dat de redder van de Enterprise ene  Silik is, een Suliban die Daniels moet zien te grijpen.
Archer belooft Daniels te helpen. Wanneer Silik naar hem toe komt om uit te vinden wie naar hem zoekt (hij ontdekte met de geavanceerde technologie gepaard gaande straling aan boord van het schip), wordt het antwoord aan hem gegeven doordat overste T'Pol toevallig via de spreekkanalen Daniels naam tegen de kapitein zegt. Voordat Silik Archer verdoofd achterlaat, meldt hij nog dat Daniels alleen maar voor een andere factie werkt en dat hij niet is wie hij lijkt te zijn. Tevens laat hij doorschemeren dat de antimateriecascade geen toeval kon zijn.
Later is te zien hoe Silik Daniels neerschiet (al is dit niet heel duidelijk in beeld gebracht). Zodra Archer wakker wordt heeft hij door dat Silik technologie van Daniels heeft gestolen en hij gaat achter Silik aan met een ander apparaat dat ervoor zorgt dat hij dwars door muren heen kan lopen. Archer kan voorkomen dat Silik wegvlucht met de gestolen technologie, maar Silik zelf weet wel te vluchten. Zijn laatste woorden tegen de kapitein zijn (vertaald): "Je zou je eigen toekomst weleens in gevaar gebracht kunnen hebben, Jon", waarmee hij de kapitein met een puzzel heeft opgezadeld.

## Acteurs

### Hoofdrollen
- Scott Bakula als kapitein Jonathan Archer
- John Billingsley als dokter Phlox
- Jolene Blalock als overste T'Pol
- Dominic Keating als luitenant Malcolm Reed
- Anthony Montgomery als vaandrig Travis Mayweather
- Linda Park als vaandrig Hoshi Sato
- Connor Trinneer als overste Charles "Trip" Tucker III

### Gastacteurs
- John Fleck als Silik
- Matt Winston als Daniels
- Michael O'Hagan als kapitein Fraddock
- Joseph Hindy als Prah Mantoos (een pelgrim)

### Bijrollen
- Leonard Keely-Young als Sonsorra
- Lamont D. Thompson als pelgrim

#### Bijrollen die niet in de aftiteling vermeld zijn
- David Keith Anderson als een pelgrim
- Adam Anello als een bemanningslid van de Enterprise
- Solomon Burke junior als Billy
- David Christian als pelgrim
- Cecilia Conn als een bemanningslid van de Enterprise
- Mark Correy als Alex
- Evan English als een pelgim
- Hilde Garcia als bemanningslid Rossi (in een verwijderde scène)
- Lindly Gardner als een bemanningslid van de Enterprise
- James Horan als humanoïde personage
- Aldric Horton als een bemanningslid van de Enterprise
- Amina Islam als een bemanningslid van de Enterprise
- John Jurgens als een bemanningslid van de Enterprise
- Robert Middleton als pelgim
- Carmen Nogales als een bemanningslid van de Enterprise
- Louis Ortiz als Sulibaanse hospik
- Cary Lee Sato als pelgim
- Thelma Tyrell als een bemanningslid van de Enterprise
- John Wan als een bemanningslid van de Enterprise
- Mark Watson als een bemanningslid van de Enterprise
- Gary Weeks als een bemanningslid van de Enterprise
- Tyson Weihe als een pelgim
- J.B. Williams als een pelgim
- James Woods als een pelgim
- Prada as Porthos

### Verantwoording
Deze pagina is gedeeltelijk vertaald van de Engelstalige versie van dit artikel op Memory-alpha